# 英式酒吧

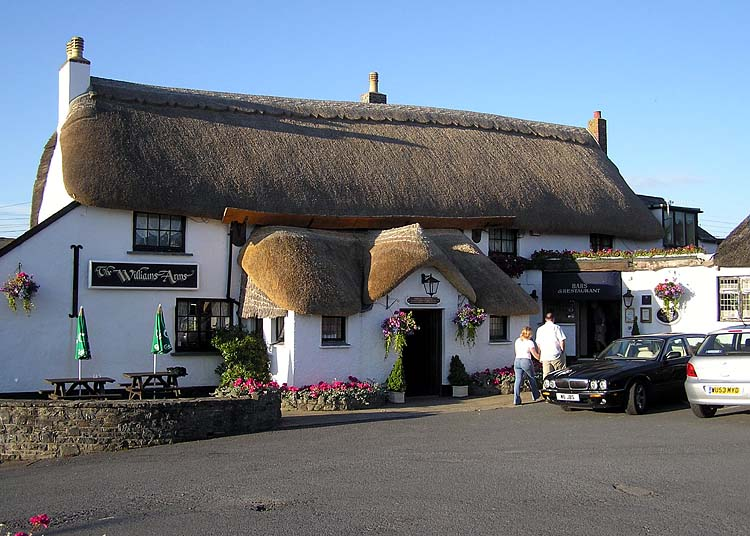
英格蘭北德文郡的一家英式酒吧

英式酒吧（pub，是public house的縮寫）是一種主要盛行在英國、愛爾蘭、加拿大、澳大利亞、紐西蘭的酒吧形式。在許多地區，特別是在鄉村，英式酒吧是當地社交活動的中心。塞缪尔·皮普斯曾形容英式酒吧是英格蘭的心臟。英式酒吧的歷史起源於羅馬時期的酒館。現在英國各地擁有超過50000處英式酒吧。除了飲食之外，大多數英式酒吧也提供遊戲等娛樂服務。